# Luigi Umoglio della Vernea
Luigi Umoglio della Vernea (Torino, 1755 – Torino, 1836) è stato un militare italiano.
Fu governatore della Palazzina di caccia di Stupinigi e della sua tenuta dal 1791 al 1831.

## Biografia
Membro di una famiglia della nobiltà piemontese relativamente recente (aveva ottenuto il diploma nel 1570 per mano del duca Emanuele Filiberto di Savoia) e che non vantava una lunga tradizione militare, ma più che altro politica, il conte Luigi Umoglio della Vernea ad ogni modo vantava tra i propri antenati un gran conservatore delle cacce reali che nella prima metà del Seicento aveva ricoperto un ruolo molto simile a quella a cui successivamente egli stesso venne chiamato. Il feudo di Vernea, di cui la sua famiglia era titolare appunto dal XVI secolo, era compreso tra i comuni di Moncalieri e Nichelino e dunque la sua influenza nell'area venne tenuta in notevole considerazione per la sua nomina.
Paggio di Stupinigi, a ventun'anni venne promosso gentiluomo nella medesima tenuta e nel 1791, dopo le dimissioni del suo predecessore per raggiunti limiti di età. Dopo pochi anni di servizio, la sua carriera come governatore di Stupinigi venne però interrotta dall'occupazione francese napoleonica e non venne ripristinata sino alla restaurazione dei Savoia nel 1815. Continuò ad ogni modo dopo la fase di restaurazione con un vigore senz'altro più sottotono che in precedenza e si concluse definitivamente nel 1831 per le disposizioni volute dal nuovo sovrano, Carlo Felice, mirate a svecchiare la società piemontese dell’ancien régime. Nel 1814 venne creato cavaliere dell'Ordine di San Maurizio e venne chiamato da re Vittorio Emanuele I di Savoia a far parte del consiglio per l'amministrazione del Castello di Moncalieri, residenza che ormai aveva perso le funzioni stabili di palazzo sabaudo. Sempre da Vittorio Emanuele I venne nominato sindaco della città di Moncalieri e fu con questa carica che nel 1824 si trovò a dover organizzare i funerali del sovrano, morto proprio nella residenza locale.
Luigi Umoglio della Vernea morì a Torino nel 1836 dove si era ritirato a seguito della perdita dei propri incarichi.